# Calosoma kuschakewitschi
Calosoma kuschakewitschi is een keversoort uit de familie van de loopkevers (Carabidae). De wetenschappelijke naam van de soort is voor het eerst geldig gepubliceerd in 1870 door Ballion.
De kever wordt 20 tot 31 millimeter lang. Het volwassen insect kan worden gevonden van maart tot juni en is brachypteer (kan niet vliegen).
De soort komt voor in westelijk Kazachstan en aangrenzende delen van Kirgizië en Oezbekistan op hoogtes van 50 tot 2300 meter boven zeeniveau.